# Gwardia Węgierska
Gwardia Węgierska (węg. Magyar Gárda) – nieistniejąca węgierska, skrajnie prawicowa organizacja patriotyczno-militarna.
Została powołana w 2007 roku przez kierownictwo partii Jobbik jako „ponadpartyjna organizacja samoobrony i obrony ojczyzny”.
26 sierpnia 2007 roku Lajos Für, były węgierski minister obrony wręczył dokumenty nominacyjne pierwszym 56 członkom Gwardii. Liczba 56 nawiązuje symbolicznie do roku antykomunistycznego powstania.
23 października 2007, w rocznicę wybuchu powstania, zostało przyjętych do Gwardii 2 tys. ochotników.
16 grudnia 2008 roku sąd pierwszej instancji w Budapeszcie (Fővárosi Bíróság) rozwiązał Gwardię Węgierską, ponieważ uznał, że działalność organizacji była sprzeczna z prawami człowieka mniejszości zagwarantowanymi w węgierskiej konstytucji. Wyrok został podtrzymany w sądzie wyższej instancji (Fővárosi Ítélőtábla) w dniu 2 lipca 2009 roku.